# Strumaria
Strumaria é um género botânico pertencente à família Amaryllidaceae.